# Patia orise
Patia orise är en fjärilsart som först beskrevs av Jean Baptiste Boisduval 1836.  Patia orise ingår i släktet Patia och familjen vitfjärilar. Inga underarter finns listade i Catalogue of Life.

## Bildgalleri

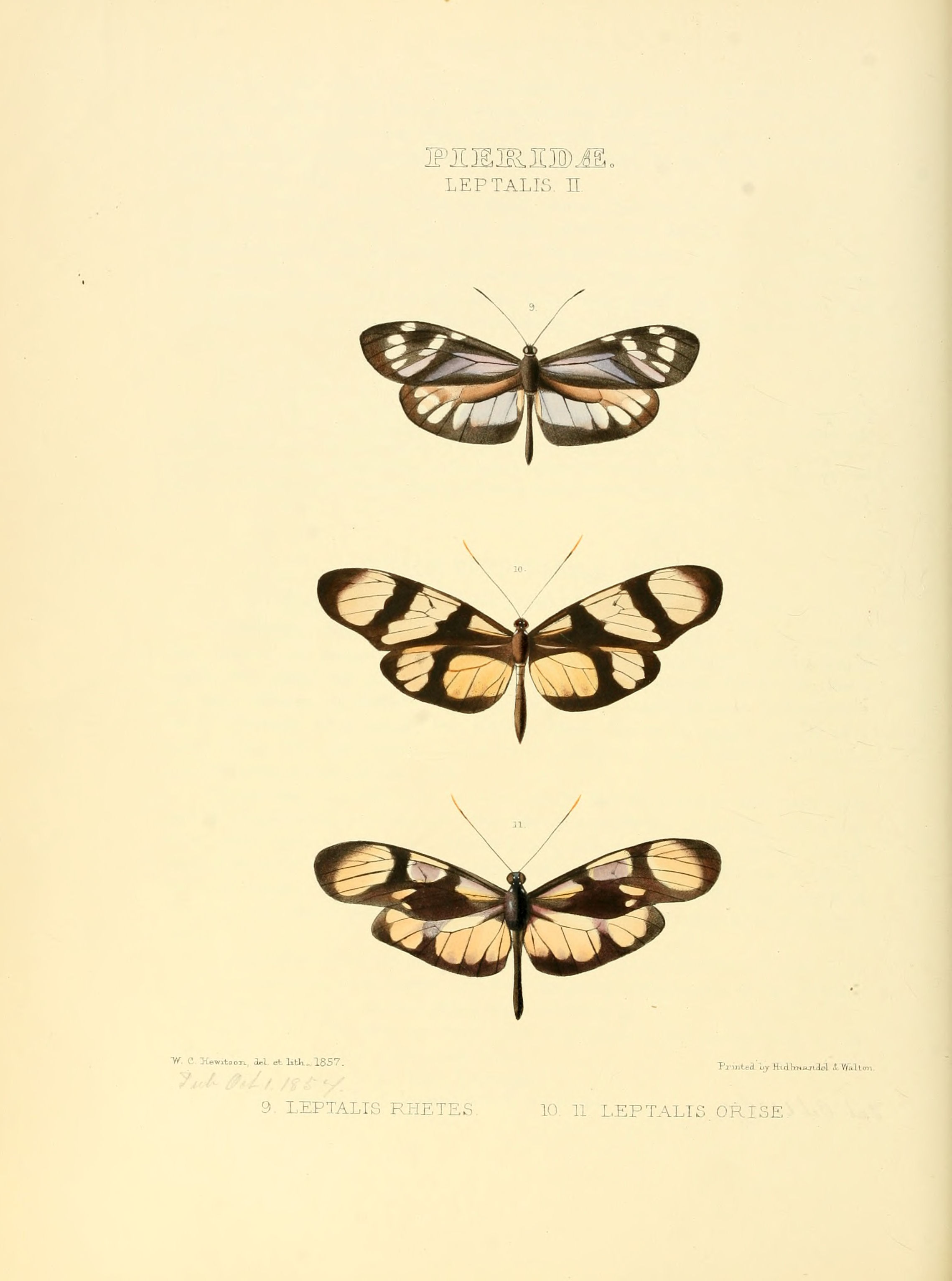
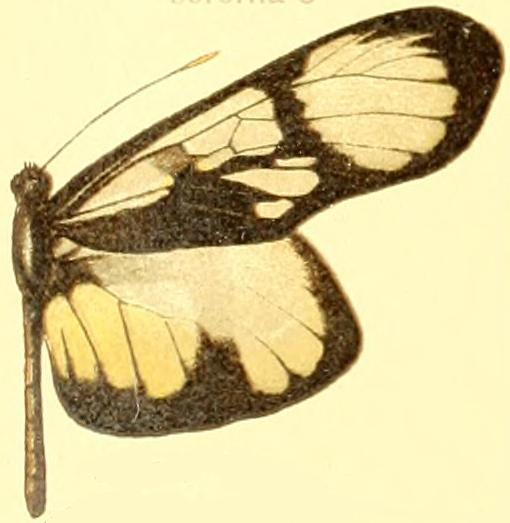